# Amphiglossa
Amphiglossa DC. – rodzaj roślin z rodziny astrowatych (Asteraceae). Obejmuje 11 gatunków.

## Systematyka
Pozycja według APweb (aktualizowany system APG III z 2009)
Jeden z rodzajów plemienia Gnaphalieae z podrodziny Asteroideae w obrębie rodziny astrowatych (Asteraceae) z rzędu astrowców (Asterales) należącego do dwuliściennych właściwych.
Wykaz gatunków
- Amphiglossa callunoides DC.
- Amphiglossa celans Koek.
- Amphiglossa corrudifolia DC.
- Amphiglossa grisea Koek.
- Amphiglossa perotrichoides DC.
- Amphiglossa rudolphii Koek.
- Amphiglossa susannae Koek.
- Amphiglossa tecta (Brusse) Koek.
- Amphiglossa thuja (Merxm.) Koek.
- Amphiglossa tomentosa (Thunb.) Harv.
- Amphiglossa triflora DC.